# Vitamín D
Vitamín D (také vitamin D) je skupina v tucích rozpustných sekosteroidů odpovědných za zvýšení vstřebávání vápníku, hořčíku a fosforečnanů ve střevech a za mnoho dalších biologických účinků. Souhrnně se také označují též jako kalciferoly. U lidí jsou nejdůležitějšími sloučeninami v této skupině vitamín D3 (také známý jako cholekalciferol) a vitamín D2 (ergokalciferol).
Hlavním přírodním zdrojem vitamínu je syntéza cholekalciferolu ve spodních vrstvách pokožky chemickou reakcí, která závisí na vystavení slunci (konkrétně ultrafialovému záření B). Cholekalciferol a ergokalciferol lze přijímat stravou a ve formě potravních doplňků. Významné množství vitamínu D obsahuje přirozeně pouze několik potravin, jako je maso tučných ryb. V některých zemích se kravské mléko a rostlinná mléka obohacují vitamínem D, stejně jako mnoho snídaňových obilninových produktů, v České republice mléčná výživa pro kojence a batolata. Houby vystavené ultrafialovému světlu přispívají užitečným množstvím vitamínu D. Dietní doporučení obvykle předpokládají, že veškerý vitamín D se užívá ústy, protože expozice slunečnímu záření v populaci je různá a doporučení ohledně bezpečné expozice slunci jsou váhavá z hlediska rizika rakoviny kůže.
Vitamín D ze stravy nebo ze syntézy v kůži je biologicky neaktivní. Aktivuje se dvěma kroky hydroxylace proteinových enzymů, prvním v játrech a druhým v ledvinách. Vzhledem k tomu, že většina savců může vitamín D syntetizovat v dostatečném množství, pokud je vystavena dostatečnému slunečnímu záření, není tedy nezbytný, takže technicky to není vitamín. Místo toho jej lze považovat za hormon, hormonální prekurzor, jehož aktivace pro-hormonu vitamínu D vede k aktivní formě, kalcitriolu, který poté vyvolává účinky prostřednictvím jaderného receptoru na více místech.
Cholekalciferol se převádí v játrech na kalcifediol (25-hydroxycholekalciferol); ergokalciferol se převádí na 25-hydroxyergokalciferol. Tyto dva metabolity vitamínu D (nazývané 25-hydroxyvitamín D nebo 25(OH)D) se měří v séru, aby se určila hladina vitamínu D. Kalcifediol je dále hydroxylován ledvinami za vzniku kalcitriolu (také známého jako 1,25-dihydroxycholekalciferol), biologicky aktivní formy vitamínu D. Kalcitriol obíhá jako hormon v krvi a hraje hlavní roli při regulaci koncentrace vápníku a fosforečnanů a podporuje zdravý růst a přestavby kostí. Kalcitriol má také další účinky, včetně účinků na růst buněk, neuromuskulární a imunitní funkce a vliv na snížení zánětu.
Vitamín D hraje významnou roli v homeostázi vápníku a látkové výměně. Byl objeven díky úsilí najít výživovou látku, kterou postrádají děti s křivicí (dětská forma osteomalacie). Doplňky vitamínu D se podávají k léčbě nebo prevenci osteomalácie a křivice. Důkazy o dalších zdravotních účincích doplňování vitamínu D u běžné populace jsou nekonzistentní. Účinek doplňku vitamínu D na úmrtnost není jasný, přičemž jedna metaanalýza zjistila malý pokles úmrtnosti u starších lidí a další dospěla k závěru, že neexistuje jasné odůvodnění pro doporučení doplňků pro prevenci mnoha nemocí a že další výzkum podobně vytvořený není v těchto oblastech nutný.

## Typy
| název      | Chemické složení                                                 | Struktura |
| ---------- | ---------------------------------------------------------------- | --------- |
| Vitamín D1 | Směs molekulárních sloučenin ergokalciferolu s lumisterolem, 1:1 |           |
| Vitamín D2 | ergokalciferol (vytvořený z ergosterolu)                         |           |
| Vitamín D3 | cholekalciferol (vytvořneý ze 7-dehydrocholesterolu v kůži).     |           |
| Vitamín D4 | 22-dihydroergokalciferol                                         |           |
| Vitamín D5 | sitokalciferol (vytvořený ze 7-dehydrositosterolu)               |           |

Existuje několik forem (vitamerů) vitamínu D. Dvě hlavní formy jsou vitamín D2 neboli ergokalciferol a vitamín D3 neboli cholekalciferol. Vitamín D bez dolního indexu označuje buď D2 nebo D3 nebo obojí. Oba se souhrnně označují jako kalciferol. Vitamín D2 byl chemicky určen v roce 1931. V roce 1935 byla stanovena chemická struktura vitamínu D3 a bylo prokázáno, že je výsledkem působení ultrafialového záření na 7-dehydrocholesterol.
Chemicky jsou různými formami vitamínu D sekosteroidy, tj. steroidy, ve kterých je přerušena jedna z vazeb v steroidních kruzích. Strukturní rozdíly mezi vitamínem D2 a vitamínem D3 jsou jednak postranní řetězec D2, který obsahuje dvojnou vazbu mezi atomy uhlíku 22 a 23, a jednak methylové skupiny na uhlíku 24.

## Zdroje vitamínu D

### Sluneční záření
Za normálních okolností se vitamín D tvoří v kůži působením slunečního záření z provitamínu 7-dehydrocholesterolu, derivátu cholesterolu. Fotony ultrafialového záření štěpí B jádro 7‑dehydrocholesterolu za vzniku cholekalciferolu, tedy vitamínu D3. Tuto schopnost výroby vitamínu v kůži mají suchozemští obratlovci.
Syntéza působením slunečního záření by měla stačit na pokrytí až 80 % denní potřeby, v závislosti na zeměpisné šířce a ročním období. Například ultrafialové záření B, které podněcuje tvorbu vitamínu D v kůži, neprochází skrze mraky. Intenzita toho záření je silně závislá i na výšce slunce nad obzorem podle Lambertova–Beerova zákona, s klesající výškou slunce nad obzorem poměrně rychle klesá. Proto je ranní nebo večerní pobyt na slunci pro zisk vitamínu D téměř zbytečný.
Dokonce v létě v poledne dopadne na zemský povrch pouze asi jedno procento slunečního UVB záření. Důvodem je to, že celé UV C (200–280 nm) a veškeré UVB záření až do přibližně 290 nm je absorbováno stratosférickou ozonovou vrstvou. Navíc ozonová vrstva absorbuje přibližně 99 % UVB záření s vlnovými délkami 291–320 nm. Proto prodloužení dráhy, kterou musí sluneční UVB projít skrze ozonovou vrstvu, vede ke snížení počtu UVB fotonů, které se dostanou na zemský povrch. To je důvod, proč se v zimě, když žijete nad a pod přibližně 33 ° zeměpisné šířky, může jen velmi málo, pokud vůbec, v pokožce produkovat vitamin D3 pomocí slunečního záření. Lidé, kteří žijí dále na sever a na jih, často nemohou vyprodukovat žádný vitamin D3 ve své pokožce až 6 měsíců v roce. Například v Bostonu na 42 ° severní šířky se v kůži od listopadu do února nevytváří v podstatě žádný vitamin D3. Obyvatelé žijící v Edmontonu v Kanadě na 52 ° severní šířky nejsou schopni produkovat téměř žádný vitamin D3 asi 6 měsíců v roce. Česká republika leží přibližně mezi 48° a 51 ° severní šířky, má tedy podobné světelné podmínky jako Edmonton v Kanadě.
Množství vytvořeného vitamínu D v kůži závisí hlavně na geografické poloze (čím blíže rovníku, tím je tvořen více) a také na možnosti využívání ultrafialového záření v dostatečné míře. Vitamín D se tvoří v kůži vlivem ultrafialového záření o vlnových délkách 320–280 nm (tzv. Dornovo záření), které prochází sklem jen v 1–8 %, zato však proniká vodou, zvláště mořskou, do hloubky několika metrů, čímž je umožněn vznik previtamínu D v těle ryb.
Množství vytvořeného vitamínu D snižují ochranné krémy, suchá kůže starších lidí, velké množství melaninu v kůži, zahalování těla a znečištění ovzduší.
Lidé, kteří se často omývají teplou vodou a mýdlem, zbavují svou kůži mazu a tuku, čímž dochází i ke snížení obsahu 7-dehydrocholesterolu v kůži. Vitamín D je tvořen živými buňkami v epidermis, a proto v kůži zůstává přítomen i po omytí vodou a mýdlem krátce po vystavení ultrafialovému záření. Suchá kůže starších jedinců neobsahuje dostatek 7-dehydrocholesterolu, čímž je možnost získání potřebného hormonu D touto cestou silně omezena. Starší lidé mají tenčí kůži, která postupně ztrácí schopnost syntézy vitamínu D. Také tráví méně času venku na slunci. Někteří trpí onemocněními ledvin, které ztěžují přeměnu vitaminu D na aktivní formu.
V některých tropických oblastech se setkáváme s endemickým výskytem nedostatku vitamínu D, který je způsoben zahalováním žen z náboženských důvodů a mužů kvůli ochraně před extrémním slunečním zářením.

### Potraviny
V potravinách se cholekalciferol nachází v rybím tuku, játrech, vaječném žloutku a mléce. Z potravin můžeme získat malé množství vitamínu D. Tresčí játra obsahují 5000 mezinárodních jednotek (MJ) D3 v jedné konzervě. V jedné kávové lžičce (5 g) rybího tuku se nachází 1250 MJ D3. V mléce, mléčných výrobcích a vejcích se nachází malé množství vitamínu D, protože skot a slepice jsou většinou chovány v uzavřených prostorách, nemají přístup ke slunečnímu záření a sami trpí nedostatkem vitamínu D.
Obsah vitamínu D v potravinách: losos 624 MJ ve 100 g, sardinky 440 MJ ve 100 g, tuňák 236 MJ ve 100 g, vejce 52 MJ ve 100 g, švýcarský sýr 20 MJ ve 100 g.
U rostlin je prekurzorem ergosterol, morfin a rostlinný vitamín D je pak ergokalciferol neboli vitamín D2.
Nejméně dvě třetiny všech lidí, kteří žijí v severních zeměpisných šířkách, mají menší nebo větší nedostatek vitamínu D (především v zimních měsících). Správná hladina vitamínu D v krvi je 30–60 ng/ml. Hladina dlouhodobě nižší než 30 ng/ml může vést ke chronickým onemocněním. Každodenní příjem 1000 MJ několik měsíců vede ke zvýšení hladiny v krvi o 10 ng/ml. Kdo nemá žádný jiný zdroj vitamínu D, může jednou měsíčně přijmout 30 000 MJ.
Vitamín D je pohlcován tukovými buňkami, které jej tak odvádějí mimo krevní oběh. Tuk jej pak naváže na sebe a neuvolní jej ani v případě potřeby. Bylo zjištěno, že na každých deset kilogramů nadváhy je potřeba navýšit denní příjem vitamínu D o dalších 17 %.
Vitamín D je rozpustný v tucích. Aby se dobře vstřebal z trávicího traktu, je třeba ho užívat s tučným jídlem.
V létě mezi 10. a 16. hodinou lze za 15–20 minut na slunci v plavkách získat až 20 000 MJ vitamínu D3. 
Podle studie Státního zdravotního ústavu má dostatek vitamínu D z obvyklé české stravy méně než 1 % osob.
Suplementace
U pacientů s rizikem nedostatku vitamínu D se doporučuje před zahájením suplementace provést měření hladiny vitamínu D v krvi. Podle hladiny vitamínu D v krvi, tělesné hmotnosti, etnické příslušnosti, typu vitaminu D (D2 nebo D3) a genetiky lékař určí správnou dávku individuálně.  Lékař také zváží celkový zdravotní stav (např. onemocnění ledvin, vyšší hladinu vápníku v krvi, malabsorpci, léky ovlivňující metabolismus vitaminu D...). Iniciační dávka vitaminu D bývá při velkém nedostatku vyšší než u menšího nedostatku. Je možné použít také depotní dávky vitaminu D2. Před aplikací depotní dávky vitaminu D2 v případě značného deficitu vitaminu D je nutné vyšetření krevní plazmy na kalcium, fosfor, magnezium, alkalickou fosfatázu ev. i cholesterol, CRP a sedimentaci. Je nutné zohlednit kontraindikace. Při poruchách resorpce tuků vázne vstřebávání vitaminů rozpustných v tucích (A, D, E, K). V těchto případech by byla vhodnější aplikace vitaminu D parenterální cestou, a to nejlépe intramuskulární injekcí depotního preparátu vitaminu D2.
Ve složitém metabolismu vitaminu D je ve mnoha fázích zapotřebí hořčík (magnézium). (Na příklad při převádění vitaminu D ze zásoby do jeho aktivní formy.) Když pacient bere mimořádně vysoké dávky (50 000 IU), může u něho velmi rychle nastat nedostatek hořčíku.
Každý pacient může reagovat na suplementaci jinak (podle životního stylu, ročního období, obezity, vstřebávání ve střevech, pravidelnosti příjmu suplementu).
Převod jednotek: hladina 25 (OH) D v krvi
1 ng/ml = 2,5 nmol/L
30 ng/ml = 75 nmol/L
Během suplementace vitaminem D je třeba dbát na to, aby nebyl překročen poměr 2:1 v příjmu vápníku vůči hořčíku. Poměr vápníku vůči hořčíku by měl být 1:1 ne pouze v doplňcích, ale v celkové kombinaci stravy, vody a doplňků. Poměr vápníku vůči hořčíku je na příklad v dýni 1:1, v mléce 7:1, v jogurtu 11:1. Ve stravě v paleolitu neboli v době kamenné - což je pradávná strava, na které jsme se vyvíjeli - byl 1:1. Dnešní průměrná strava obsahuje vápník v poměru 5:1 až 15:1 vůči hořčíku. Pokud tělo nemá dostatek hořčíku, který by napomáhal rozpouštění vápníku, mohou se vyskytnout křeče svalů, tvrdnutí tepen, zubní kaz, usazování vápníku, ledvinové kameny.

## Dietní příjem
Konverze: 1 μg = 40 MJ.
Různé instituce navrhly různá doporučení pro množství denního příjmu vitamínu D. Liší se podle přesné definice, věku, těhotenství nebo kojení a rozsah domněnek se dělá podle vazby na syntézu vitamínu D kůží.

### Evropská unie
Evropský úřad pro bezpečnost potravin přezkoumal bezpečné úrovně příjmu v roce 2012 a stanovil přípustnou horní hranici pro dospělé na 100 μg/den (4000 MJ).
Britská národní zdravotní služba doporučuje kojencům a malým dětem ve věku od šesti měsíců do pěti let, těhotným nebo kojícím ženám a starším lidem, kteří se nevystavují slunci, aby si denně zajistili dostatečný příjem vitamínu D. V červenci 2016 Public Health England doporučil, aby každý zvážil každodenní užívání doplňku obsahujícího 10 µg vitamínu D během podzimu a zimy kvůli nedostatečnému slunečnímu záření nutnému pro syntézu vitamínu D.
Švédská národní agentura pro výživu doporučuje denní příjem 10 μg (400 MJ) vitamínu D3 pro děti a dospělé do 75 let a 20 μg (800 MJ) pro dospělé nad 75 let.
Ministerstvo zdravotnictví České republiky v roce 2020 doporučuje denní dávky 1 000–2 000 MJ (25–50 μg) vitaminu D pro dospělé osoby. Uvádí dále, že pro aktivaci imunitních procesů je vhodná denní dávka asi 2 000 MJ. Kojenci, děti či těhotné ženy mají doporučené denní dávky jiné.
Některé potraviny jsou obohaceny vitamínem D – v USA a ve Švédsku je obohaceno mléko, v České republice mléčná výživa pro kojence a batolata, čemuž je nutno přizpůsobovat dávkování vitamínu.
Nevládní organizace v Evropě mají svá vlastní doporučení. Německá společnost pro výživu doporučuje 20 µg (800 MJ). Evropská společnost pro menopauzu a andropauzu doporučuje ženám po menopauze konzumovat 15 µg (600 MJ) do věku 70 let a 20 µg (800 MJ) od 71 let. Tato dávka by měla být zvýšena na 100 µg (4000 MJ) u některých pacientů s velmi nízkým stavem vitamínu D nebo v případě souběhu více onemocnění.

## Biologické působení
Jeho význam je v účasti při resorpci vápníku a fosfátu ze střeva a přispívá tak k regulaci a optimalizaci hladiny vápníku a fosforu v krvi. Fosfor i vápník jsou důležité pro stavbu kostí. Vitamín D je proto významný pro uchování kostí silných a nepoškozených.

### Vliv na imunitní systém
Obecně vitamin D aktivuje vrozený a tlumí adaptivní imunitní systém, má antibakteriální, antivirové a protizánětlivé účinky. Jeho nedostatek je spojen se zvýšeným rizikem nebo závažností virových infekcí, včetně HIV a covid-19. Nízká hladina vitaminu D se zdá být rizikovým faktorem tuberkulózy a v minulosti se využíval pro její léčbu.
Suplementace mírně snižuje riziko a závažnost akutních infekcí dýchacích cest a také zhoršení astmatu. Neexistují žádné důkazy o tom, že by vitamin D ovlivňoval respirační infekce u dětí mladších pěti let. Aktuální klinická studie ukázala, že vitamín D před chřipkou či nachlazením nechrání a jen mírně zlepšuje průběh. Suplementace vitaminem D podstatně snižuje míru středně závažných nebo závažných zhoršení chronické obstrukční plicní nemoci u lidí s výchozími hladinami 25(OH)D pod 25 nmol/l, ale ne u osob s méně závažným nedostatkem.

### Syntéza kalcitriolu
| 1. V prvním kroku je 7-dehydrocholesterol štěpen UVB zářením za vzniku provitamínu D3. |
| 2. Nestabilní provitamín D3 se spontánně přemění na svůj izomer cholekalciferol. |
| 3. Cholekalciferol je vychytáván jaterními buňkami, v jejichž endoplazmatickém retikulu podléhá hydroxylaci katalyzované enzymem D3-25-hydroxylázou. Vzniklý produkt 25-hydroxycholekalciferol je převažující formou vitamínu D v oběhu a také tvoří většinu jaterních zásob vitamínu. Velká část hydroxycholekalciferolu rovněž přechází do žluči (enterohepatální oběh). V ledvinách dochází k druhé hydroxylaxi, při které se 25-hydroxycholekalciferol působením enzymu 1α‑hydroxylázy přeměňuje na biologicky aktivní 1,25-dihydroxycholekalciferol kalcitriol, který už přímo ovlivňuje metabolismus vápníku. |

## Nedostatek
Odhaduje se, že jedna miliarda lidí na celém světě má nepostačující příjem vitamínu D nebo má jeho nedostatek. Tento nedostatek je rozšířen v evropské populaci. Strava s nepostačujícím množstvím vitamínu D ve spojení s nedostatečným slunečním zářením způsobuje nedostatek vitaminu D. Závažný nedostatek vitamínu D u dětí způsobuje křivici, měknutí a oslabení kostí, v rozvinutém světě vzácné onemocnění. Nedostatek vitamínu D se celosvětově vyskytuje u starších osob ale je běžný i u dětí a dospělých. Má za následek zhoršenou mineralizaci kostí a poškození kostí, což vede k onemocněním změkčujícím kosti včetně křivice u dětí a osteomalácie u dospělých. Nízká hladina kalcifediolu (25-hydroxy-vitamínu D) může být důsledkem vyhýbání se slunci. Nedostatek vitamínu D může způsobit, že vstřebání vápníku ze stravy ve střevech poklesne na 15 %. Pokud ho člověk má dostatek, obvykle absorbuje mezi 60–80 %. Evropský úřad pro bezpečnost potravin v roce 2016 přezkoumal aktuální svědectví a zjistil, že vztah mezi koncentrací séra 25(OH)D a výsledky zdraví pohybového aparátu je velmi variabilní. Domnívá se, že průměrné požadavky a referenční hodnoty pro příjem vitamínu D v populaci nelze odvodit a že sérová koncentrace 25(OH)D 50 nmol/L by byla vhodná cílová hodnota. Pro všechny lidi starší 1 roku, včetně těhotných nebo kojících žen, stanovil odpovídající příjem 15 μg/den (600 MJ).

#### Vliv na kosti a svaly
Zvýšená potřeba vitaminu D je všude tam, kde je rychlý růst kostí. Růst je nejintenzivnější v nitroděložním životě. Během 9 měsíců plod vyroste na délku 50 cm a jeho hmotnost se zvýší o 3 500 g. Proto je nutné doplnit vitamín D ještě před otěhotněním.
Rehabilitační lékařka Helena Paszková provedla výzkum křivičných znaků, které jsou projevem nedostatku vitamínu D, u dětí a mládeže na Těšínsku. Výzkum prokázal, že se křivičné znaky vyskytují u 70 procent dětí.
Nedostatek vitamínu D se podílí na následujících onemocněních:
- rachitická osteopatie: hranatý tvar lebky, oploštělé nebo i měkké záhlaví, kuřecí hrudník, rachitický růženec, Harrisonova rýha, skolióza, kyfoskolióza, vybočené nebo vbočené bérce i kolenní klouby.
- osteomalacie: klínovité deformace obratlů, rybí obratle, deformace dlouhých kostí dolních končetin, kachní chůze, bolesti skeletu, bolesti svalových úponů.
- hypokalcemie, hypomagnezemie, osteoporóza, zlomenina zápěstí (fractura Collesi), zlomenina obratlů, zlomenina krčku kosti stehenní, mikrofraktury, kyfotizace torakální páteře, gibbus, zmenšování postavy, tetanie.
- rachitická myopatie: ligamentózní laxicita, chabá pouzdra kloubní, žabí břicho, nadýmání, opožděné vzpřimování kojence, kardiomyopatie.[13]

Vliv na matku a dítě v těhotenství:
zvýšená pravděpodobnost císařského řezu, nízká váha novorozence, poporodní deprese rodičky
- Křivice a měkké záhlaví (craniotabes), astma a cukrovka I. typu v dětství, nesprávný vývoj zubů.[16][jaký?]
- Dívky, narozené s nedostatkem vitaminu D a trpící křivicí v dětství, mají nedostatečně rozvinutou, malou pánev a jako dospělé ženy nejsou schopny porodit dítě přirozenou cestou. U žen s nedostatkem vitaminu D je pravděpodobnost císařského řezu 4 krát vyšší než u žen s normální hladinou vitaminu D.[11]
- Receptory vitaminu D byly nalezeny téměř ve všech tkáních lidského organismu, včetně příčně pruhované a hladké svaloviny. MUDr. Paszková ve své knize[13] (str.48) popisuje zkušenosti s porody v Kuvajtu, kde se většina žen zahaluje a trpí nedostatkem vitaminu D: „Deformace pánve se zúženým porodním kanálem a oslabení břišního svalstva u většiny matek byly příčinou prodloužených porodů a častého manuálního vybavování novorozence. Chabý svalový tonus rodiček i novorozenců způsoboval četné porodní komplikace, jako např. parézy brachiálního plexu dítěte.“
- Ve druhé polovině těhotenství se u některých žen vyskytuje těhotenská cukrovka. Příčinou rozvoje tohoto onemocnění je inzulinorezistence, na jejímž vzniku se podílí mnoho faktorů včetně hormonů placenty. Nedostatek vitamínu D zvyšuje inzulinorezistenci, z čehož plyne, že je také jednou z hlavních příčin těhotenské cukrovky.[16]
- Bylo zjištěno, že jarní porody byly spojeny se zvýšenou pravděpodobností vzniku cukrovky 1. typu. Tato zjištění naznačují potenciální roli vitaminu D v patogenezi cukrovky 1. typu. Tuto hypotézu podporuje observační studie dětí ve Finsku. Děti, které dostávaly 2 000 IU vitaminu D denně během prvního roku života v 60. letech, měly o 31 let později snížené riziko cukrovky 1. typu o 88%. Později bylo kvůli obavám z toxicity vitaminu D doporučené množství vitaminu D pro kojence ve Finsku sníženo na 1 000 IU denně a poté na 400 IU denně. V důsledku toho se v posledních třech desetiletích ve Finsku zvýšil výskyt cukrovky 1. typu.[11] Hladinu vitaminu D v krvi je třeba měřit před začátkem suplementace, v jejím průběhu i při jejím ukončení.[51]
- Preeklampsie je velmi nebezpečné nahromadění chorobných projevů, které se někdy vyskytují v pokročilých fázích těhotenství. Projevuje se zvýšeným tlakem krve, otoky chodidel a zvýšenou hladinou bílkoviny v moči. Je to stav potenciálního ohrožení života matky i dítěte. Výsledky výzkumu vědců z Pittsburgu prokázaly, že nedostatek vitamínu D u těhotných žen zvyšuje riziko výskytu preeklampsie až pětkrát.[52] Hladina tohoto vitamínu nižší než 15 ng/ml je spojována s téměř pětinásobným nárůstem výskytu preeklampsie.[19]
- Suplementace těhotných žen samotným vitamínem D pravděpodobně snižuje riziko preeklampsie, těhotenské cukrovky, nízké porodní hmotnosti a může snížit riziko těžkého poporodního krvácení. Ovlivňuje jen málo nebo vůbec riziko předčasného porodu (před 37 týdnem těhotenství). Suplementace těhotných žen vitamínem D a vápníkem pravděpodobně snižuje riziko preeklampsie, ale může zvýšit riziko předčasného porodu (před 37 týdnem těhotenství) (tyto závěry vyžadují další výzkum).[53]

Vliv na nervovou soustavu
Podle randomizované studie, což je lepší typ studie než observační, nemá doplňovaný vitamin D zlepšující vliv na spánek.
Alzheimerova nemoc, Parkinsonova nemoc, roztroušená skleróza mozkomíšní, hyperaktivita, agresivita dětí, deprese.[jaký?]
Hladina vitaminu D v plazmě těhotné ženy může souviset s rizikem rozvoje poruch autistického spektra u jejího dítěte. Meta-analýza 11 studií prokázala, že hladina vitaminu D byla u dětí s poruchami autistického spektra výrazně nižší než v kontrolní skupině. Tyto výsledky naznačují, že nízká hladina vitaminu D může být rizikovým faktorem poruch autistického spektra. Další studie sledovala těhotné matky, které už měly dítě s poruchou autistického spektra, což znamenalo vyšší riziko autismu u dalšího dítěte. Těmto těhotným matkám byl předepsán vitamin D (5000 IU denně) a jejich děti po porodu do tří let věku také braly vitamín D (1000 IU denně). Pouze u jednoho dítěte z 19 se vyvinul autismus.

Vliv na další orgánové soustavy
- cukrovka I. a II. typu, pokles imunity, recidivující infekce dýchacího traktu, pokles apoptózy, metabolická acidóza, psoriáza, paradontóza, obezita, hyperparatyreoidismus.[13]
- Vitamin D ovlivňuje metabolismus glukózy následujícími způsoby: působí přímo na beta buňky slinivky břišní a takto zvyšuje sekreci inzulínu,[59] redukuje rezistenci na inzulín a pomáhá redukovat zánět, typický pro cukrovku 2. typu.[16] Ukázalo se, že suplementace vitaminu D zvyšuje sérový 25 (OH) D a účinně snižuje rezistenci na inzulín. Tento účinek byl obzvláště výrazný, když byl vitamin D podáván ve velkých dávkách a na krátkou dobu, a u pacientů, kteří nebyli obézní, na Středním východě, měli nedostatek vitaminu D nebo měli při výchozím stavu optimální glykemickou kontrolu.[60][61]
- zvýšený krevní tlak.

Americký endokrinolog Sarfraz Zaidi cituje několik vědeckých studií, které prokázaly spojitost mezi krevním tlakem a vitamínem D. Například je prokázáno, že tlak krve závisí na vzdálenosti od rovníku. Čím dál od rovníku, tím mají lidé méně vitamínu D ze slunečního záření a vyšší tlak krve. Jiná studie prokázala, že vitamín D snižuje tlak krve. Starší ženy, které měly nedostatek vitamínu D, dostávaly 6 týdnů denně 800 MJ vitamínu D. Po tomto období měly o 9 % nižší tlak krve. Vitamin D ovlivňuje krevní tlak následujícími způsoby: ovlivňuje renin-angiotenzin-aldosteronový systém, inzulínovou rezistenci a stres (snižuje projevy deprese, způsobující stres). Rozsáhlá studie z roku 2019 však prokázala, že vitamín D nesnižuje riziko kardiovaskulárních chorob.
- rakovina prsu, prostaty, tlustého střeva.[13][jaký?]
- William B. Grant zkoumal závislost výskytu nádorových onemocnění na zeměpisné šířce a dokázal, že výskyt 17 typů nádorů závisí na intenzitě UV záření. Tvorba vitamínu D v kůži závisí na UVB záření. Intenzivnější UVB záření vede k vysoké hladině vitamínu D v těle a tím snižuje riziko rozvoje nádorového onemocnění. Záření ovlivňuje nejen vznik, ale i další vývoj nemoci. Když je diagnóza nádorového onemocnění stanovena v létě nebo na podzim, pacienti přežívají mnohem déle než ti, kterým byla diagnóza stanovena v zimě nebo na jaře.[18]
- Při následné péči o pacienty nemocné rakovinou má dostatečná hladina vitamínu D v krvi mimořádný význam. Nejenže snižuje riziko metastáz, lokálních recidiv a zvýšené úmrtnosti, ale zároveň také pozitivně působí na potíže, které jsou s léčbou obvykle spojeny, jako třeba deprese.[65]
- Vitamín D chrání tělo před nádory včetně nádorů kůže. Intenzivní, dlouhotrvající záření ale vede k zarudnutí a spálení pokožky, které se mohou podílet na vzniku nádoru. Záleží na správné dávce.[18]
- Odborníci doporučují krátké, ale intenzivní opalování během poledních hodin s dodržováním pravidel opalování (opalovat se krátce, aby nedošlo k zarudnutí kůže).[66]

### Předávkování
Ve vysokých dávkách vitamín D naopak metabolismus vápníku a fosforu narušuje, vede k hyperkalcémii a může skončit i smrtí. Samotné sluneční záření vzhledem k regulačním mechanismům syntézy nikdy nevede k hypervitaminóze.
Na činnost vitamínu D navazuje vitamín K2. Vitamín D pomáhá při vstřebání vápníku ze střeva do krve, vitamín K2 pomáhá přenášet vápník z krve do kostí. Proto je třeba současně s vitamínem D užívat i vitamín K2. Tímto způsobem se vápník nehromadí v cévách a nedochází k hyperkalcémii.
Nezbytným pomocníkem při rozpouštění vápníku je hořčík, který udržuje vápník v krevním řečišti v rozpustném stavu. Hořčík společně s vitaminem K2 pomáhá usměrňovat vápník do kostí, kam tento prvek patří. Vysoké dávky vápníku, s vitaminem D i bez něj, nedoplněné vyvažujícím množstvím hořčíku, spouštějí kaskádu událostí vedoucích k řídnutí kostí.

## Vitamín D a prevence nemocí
Důvodů, proč výsledky některých studií ukazují na to, že vitamin D funguje v prevenci mnoha nemocí, a výsledky jiných studií poukazují, že vitamin D takto nefunguje, je několik:
1) nedostatek vitaminu K2. Vitamin D se účastní vstřebávání vápníku ve střevech a tímto zvyšuje hladinu vápníku v krvi. K tomu, aby se vápník zabudoval do kostí, je nutný vitamín K2. Při nedostatku vitamínu K2 vápník zůstává v cévách a způsobuje zvápenatění cév. Vědci doporučují léčbu vitaminem K2 k prevenci vaskulární kalcifikace (vápenatění cév) v důsledku nadměrného příjmu vápníku. Doplňky vápníku s vitaminem D nebo bez něj mírně zvyšují riziko kardiovaskulárních příhod, zejména infarktu myokardu.
2) nedostatek hořčíku. Hořčík je nutný k převedení neaktivního vitaminu D na jeho aktivní formu. Při nedostatku hořčíku se pouze hromadí neaktivní vitamin D, který nepůsobí, jak má.
3) nízká hladina vitaminu D v krvi. Dokud hladina vitaminu D v krvi nedosáhne určité výše, vitamin D funguje pouze jako látka podílející se na metabolismu vápníku. Teprve vyšší koncentrace vedou k jeho ochranným účinkům u rakoviny, infekčních chorob a dalších. Teprve při vyšší hladině vitaminu D v krvi je pozitivně ovlivněno či "zapnuto" asi 10% genů člověka, na něž má vitamin D vliv. U křivice stačí již velmi nízká hladina 6ng/ml pro 50% pokles rizika onemocnění, 99% pokles rizika nastává již u 19 ng/ml.
Vliv vitaminu D se také snižuje s BMI.

## Covid-19
Ukázalo se, že nedostatek vitamínu D potenciálně zvyšuje riziko závažných respiračních infekcí. To způsobilo obnovený zájem o tento potenciál v roce 2020 během pandemie covidu-19. V červnu 2020 zjistil Národní institut zdraví (NIZ) ve Spojených státech amerických nedostatečné důkazy, které by doporučovaly pro nebo proti užívání doplňků vitamínu D, konkrétně k prevenci nebo léčbě covidu-19. Podobně v červnu 2020 britský Národní institut pro zdraví nenalezl žádné důkazy o nebo proti užívání doplňků vitamínu D, konkrétně k prevenci nebo léčbě covid-19. Obě organizace zahrnovaly doporučení pokračovat v dřívějších zavedených doporučeních ohledně doplňování vitamínu D z jiných důvodů, jako je zdraví kostí a svalů. Obě organizace dále uvedly, že více lidí může během pandemie vyžadovat užívání doplňků stravy kvůli nižšímu množství slunečního záření. Po vydání pokynů obou organizací v červnu 2020 řada recenzovaných článků doporučila pokračovat ve výzkumu na toto téma a potenciálně zvážit užívání doplňků stravy s vitamínem D u pacientů s covidem-19. Reevaluace v prosinci 2020 nedoporučuje vitamín D k prevenci ani k léčbě covid-19.
Hlavní komplikací covidu-19 je syndrom akutní dechové tísně, který se může zhoršit nedostatkem vitamínu D. Tuto souvislost však nelze jednoduše aplikovat na koronavirové infekce. V roce 2020 se v různých zemích provádí řada studií, jejichž cílem je řešit možnosti využití vitamínu D k prevenci a léčbě infekcí nemoci covid-19.